# 鳥打村
鳥打村（とりうちむら）とは、東京都八丈支庁管内の八丈小島にかつて存在した村である。現在は八丈町の一部。

## 概要
- 伊豆七島・八丈島のすぐ西に浮かぶ八丈小島に2つあった村のうちの1つで、おおむね島の北西側半分に相当。行政地名上は「八丈町鳥打」として現存しているものの、1969年1月から始まった八丈小島の「全島民完全移住」により、以降は無人島である。

## 歴史

### 地名の由来
源為朝が鳥を射落としたところから名づけられたという。

### 沿革
- 1947年（昭和22年）5月3日 - 地方自治法の施行により、八丈小島に鳥打村、宇津木村を設置。
- 1954年（昭和29年）10月1日 - 三根村、樫立村、中之郷村との合併により八丈村が発足。鳥打村は消滅。
- 1955年（昭和30年）4月1日 - 八丈村が大賀郷村・宇津木村と合併し、八丈町が発足。八丈村は消滅。
- 1968年八丈小島のバク病が退治される。
- 1969年（昭和44年）1月 - 「全島民完全移住」により無人化。

変遷表
| 1868年 以前 | 1868年 以前 | 昭和22年 5月3日 | 昭和29年 10月1日 | 昭和30年 4月1日 | 現在   |
| ----------- | ----------- | --------------- | ---------------- | --------------- | ------ |
|             | 鳥打村      | 鳥打村          | 八丈村           | 町制            | 八丈町 |

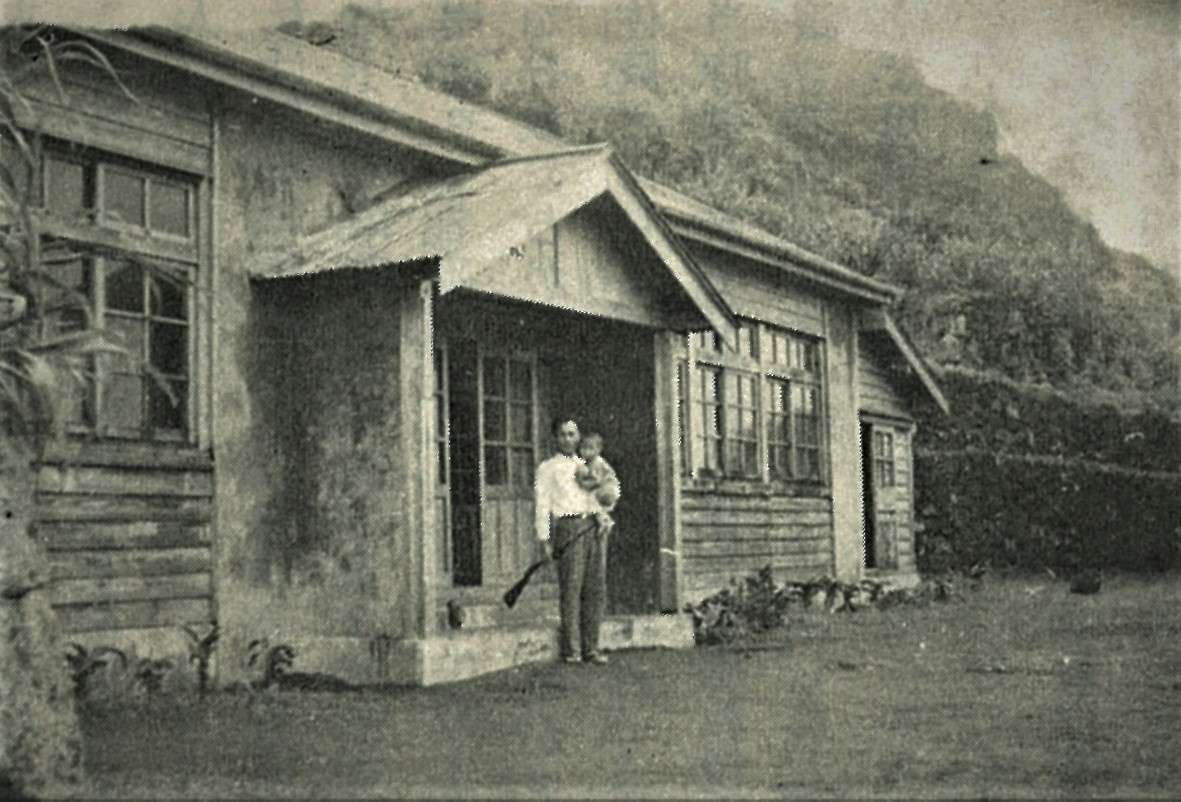
鳥打小中学校（1950年頃撮影）
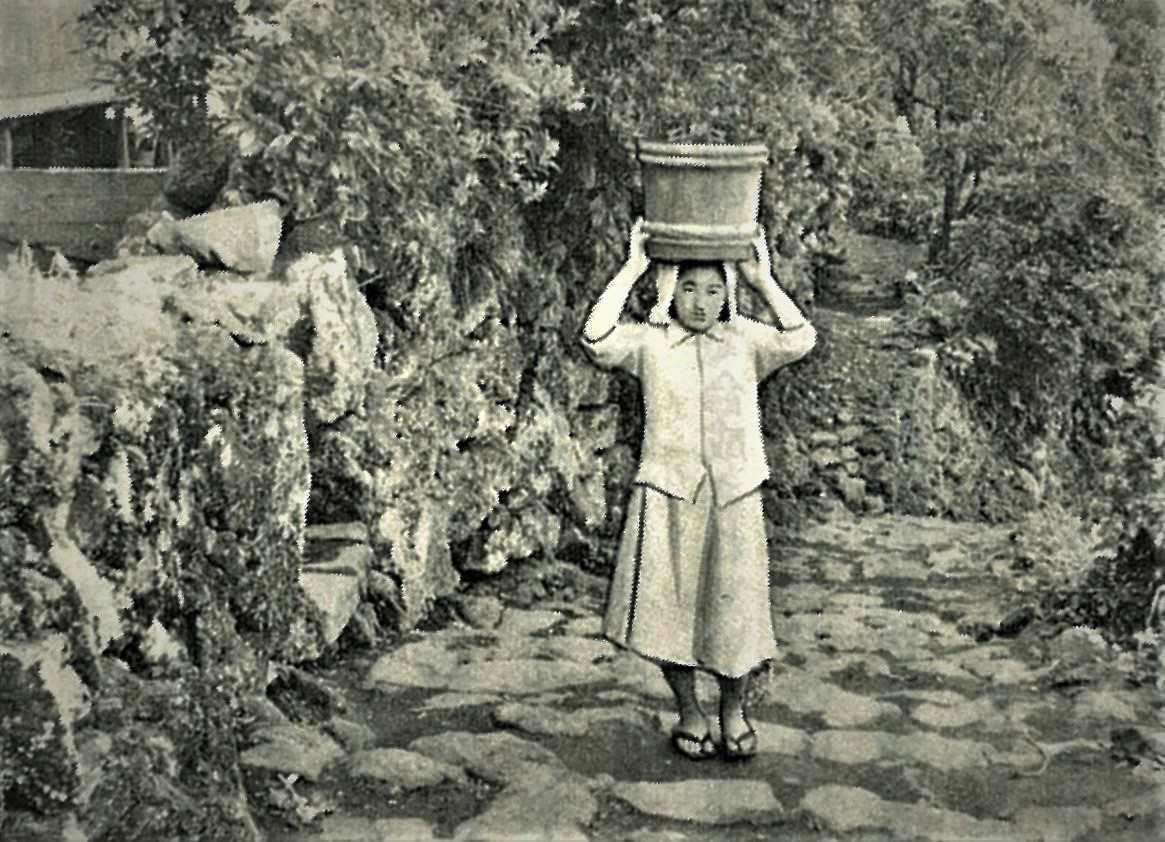
頭に水桶を載せて運ぶ鳥打地区の女性（1950年頃撮影）
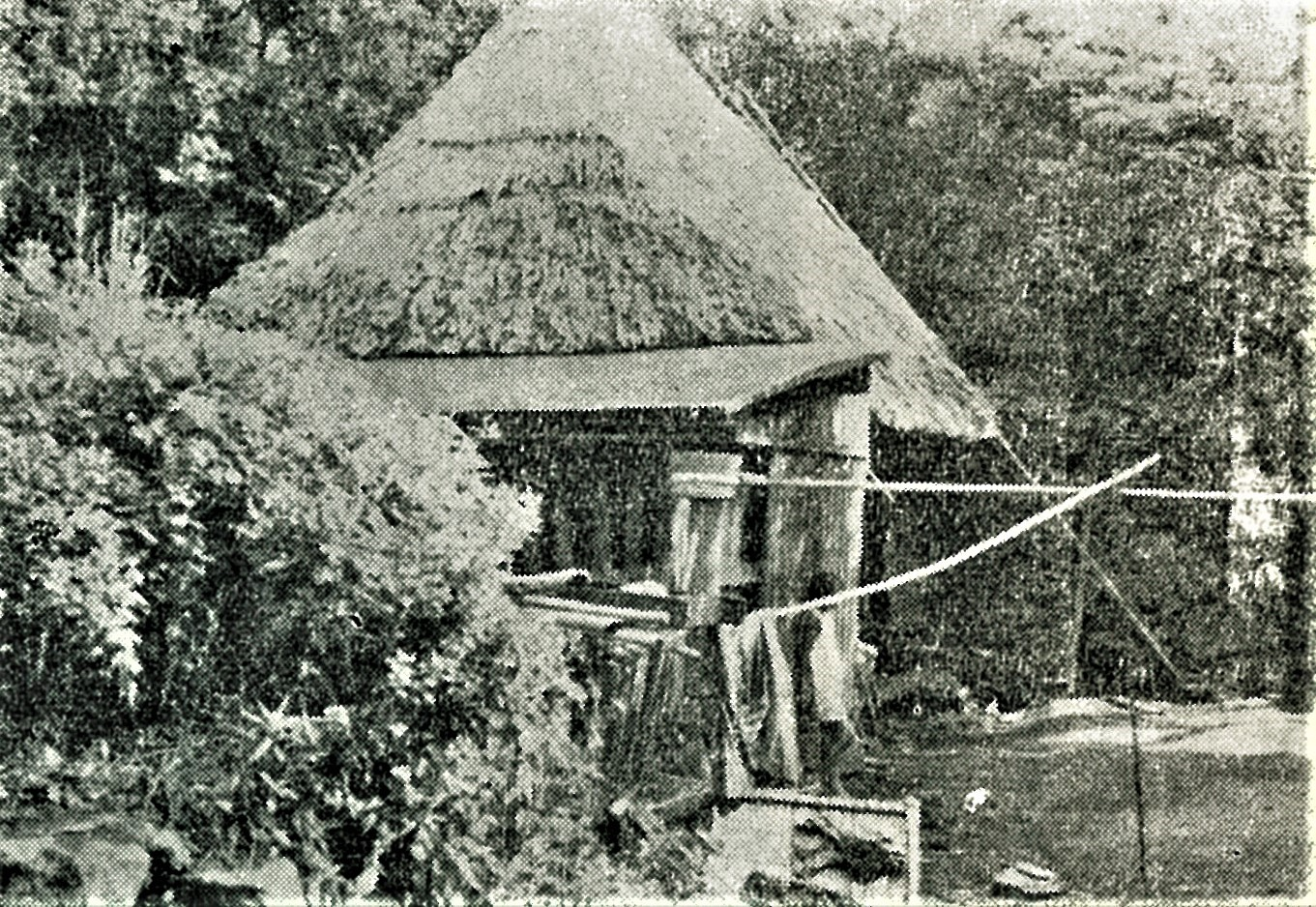
鳥打地区の民家（1950年頃撮影）
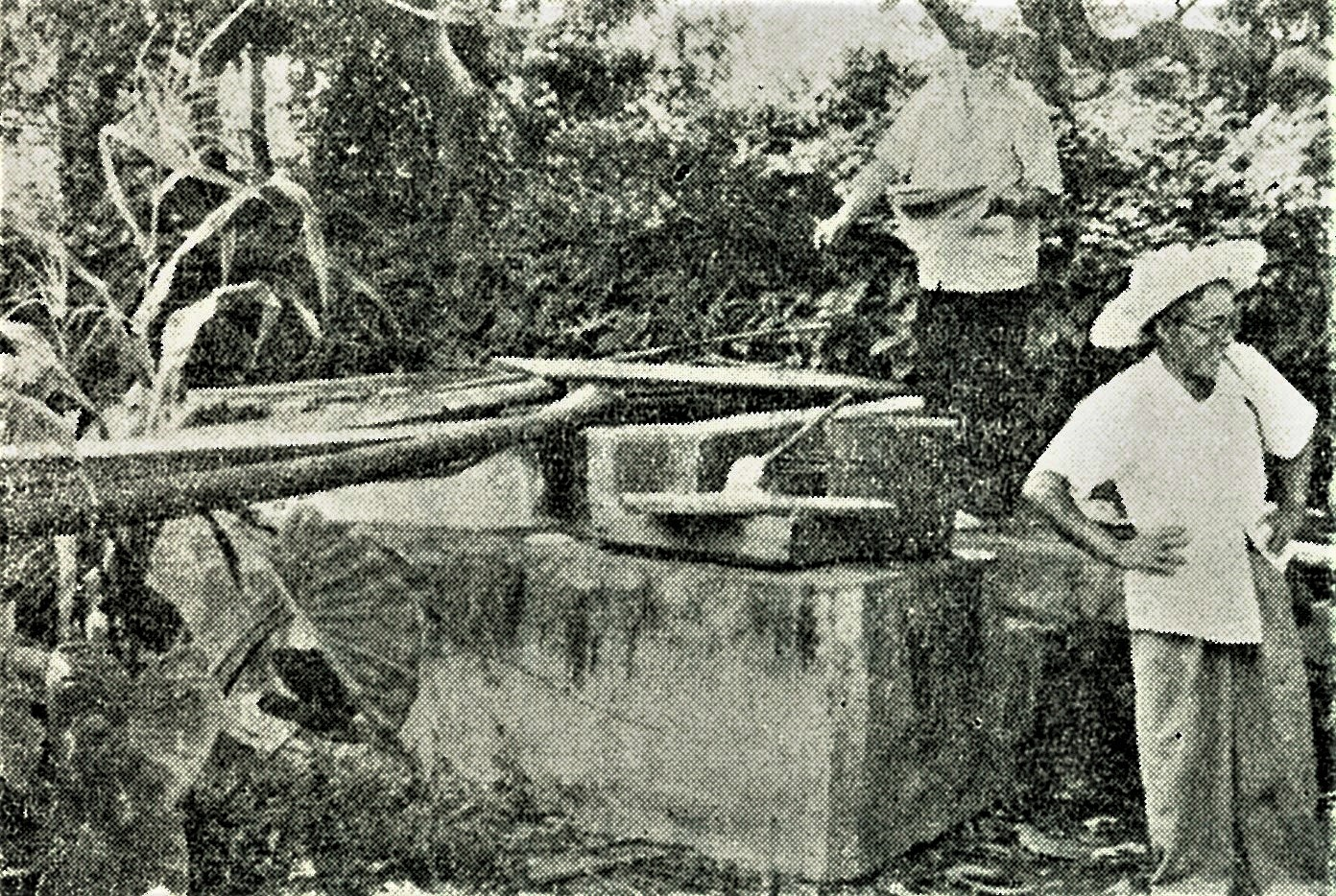
鳥打地区の民家（1950年頃撮影）
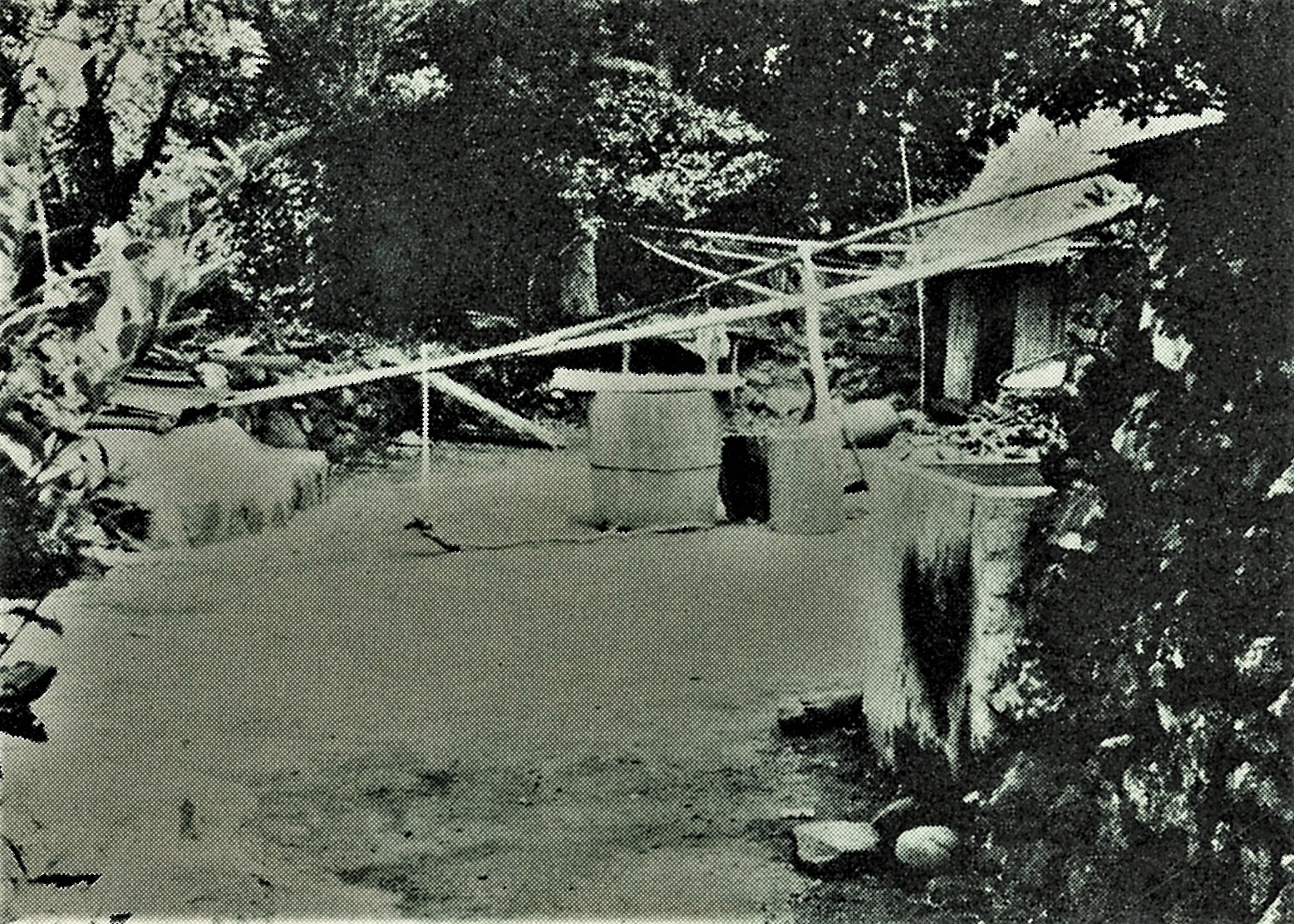
鳥打地区の民家（1955年頃撮影）
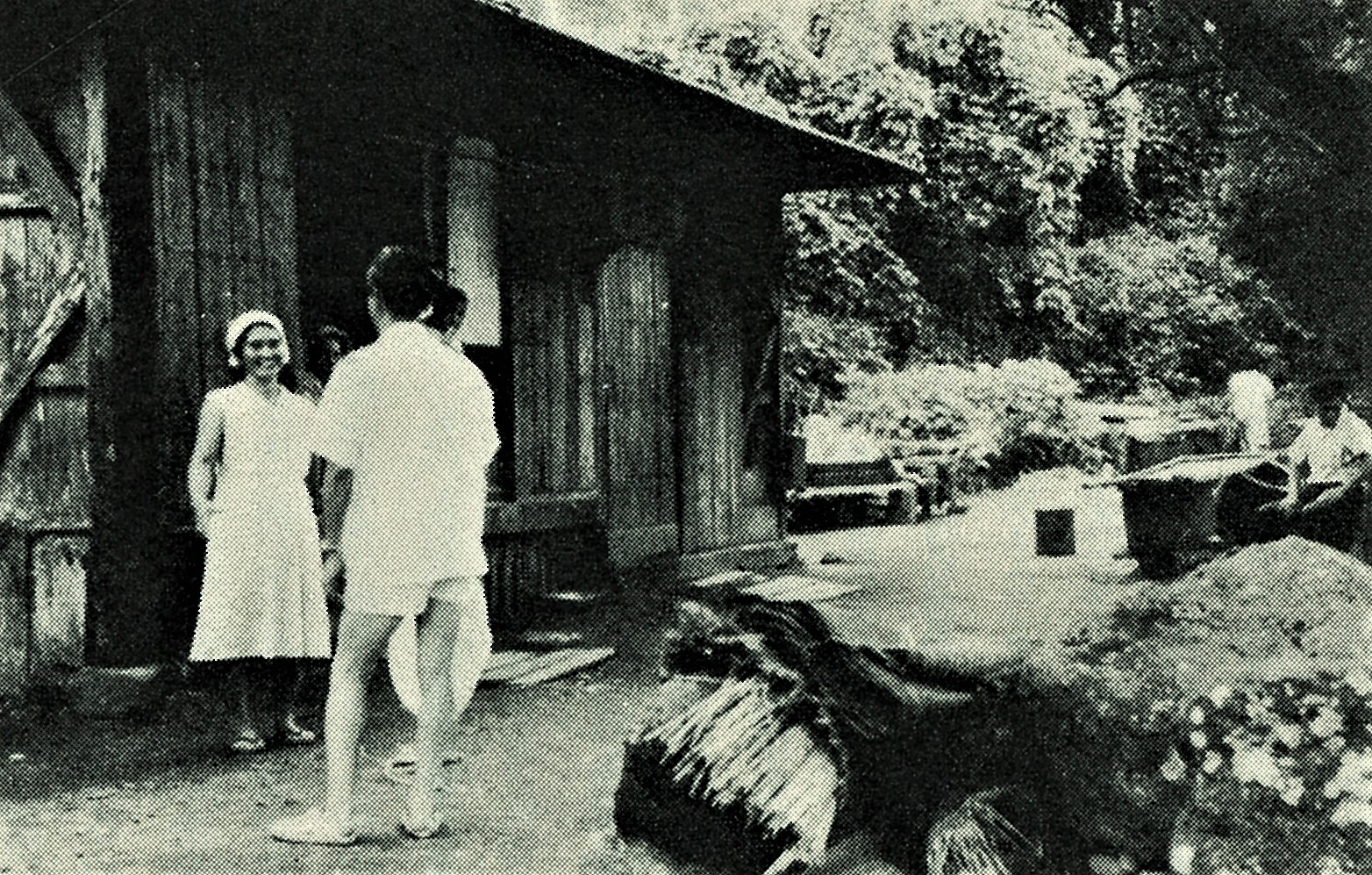
鳥打地区の民家。後ろ向きに写る白い服の男性は東京帝国大学附置伝染病研究所の林滋生（1955年頃撮影）

## 人口
総数 [単位： 人]
| 1887年（明治10年） | 282 |
| 1935年（昭和10年） | 108 |

## 関連文献
- 松平信久「全村離島とその住民意識 : 経済成長期初期における一島嶼の事例から」『立教大学教育学科研究年報』第58号、159-177頁、2015年。 NAID 120005695544。